# Encarta
Encarta е вече закрита мултимедийна енциклопедия на Microsoft, пусната за първи път на пазара през 1993 г. и поддържана до 2009 г. Към август 2008 г. онлайн изданието на Encarta съдържа над 42 000 статии, както и мултимедийно съдържание: снимки, илюстрации, анимации и интерактивен атлас. Освен англоезичната версия, издават се също немска, френска, испанска, холандска, италианска и японска локализации, а също и бразилска (която не се обновява от 1999 г.).
На 31 октомври 2009 г. всички езикови версии на Encarta, освен японската, са закрити. Японският раздел е закрит два месеца по-късно.